# Bülent Bölükbaşı
Bülent Bölükbaşı (* 17. Juni 1976 in Adana) ist ein ehemaliger türkischer Fußballspieler und -trainer.

## Spielerkarriere

### Verein
Bülent Bölükbaşı begann mit dem Vereinsfußball in der Jugend von Adana Gençlerbirliği und wurde im Sommer 1995 Profispieler beim Zweitligisten Adanaspor. Hier wurde er auf Anhieb Stammspieler und spielte zwei Jahre lang regelmäßig. Zur Saison 1999/00 wechselte er zu Hatayspor und spielte hier eine Spielzeit lang. Anschließend wechselte er zum Ligakonkurrenten Konyaspor und spielte hier zwei Jahre lang.
Zur Saison 2001/02 wechselte er zum Erstligisten Gaziantepspor. Bereits nach vier Wochen wurde er an den Ligakonkurrenten Diyarbakırspor ausgeliehen. Zur nächsten Saison kehrte er zu Gaziantepspor zurück. Hier gelang ihm der endgültige Durchbruch und er schaffte es bis in die Nationalmannschaft. In der Saison 2002/03 erreichte man den vierten Tabellenplatz und qualifizierte sich für den UEFA Cup. Diesen Erfolg wiederholte man in der folgenden Saison.
Zur Saison 2005/06 wechselte er zu Kayserispor und war hier zwei Jahre aktiv. Mit dieser Mannschaft erreichte er über den UEFA Intertoto Cup die Teilnahme am UEFA Cup. Im Sommer 2007/08 kehrte er zu Gaziantepspor zurück und spielte hier eine Saison lang.
Anschließend war er bei diversen TFF 1. Lig und Süper Lig Vereinen tätig.
Zum Sommer 2010 kehrte er zu dem Verein zurück, bei dem er seine Profikarriere begann, zu Adanaspor. In der Spielzeit 2011/12 schaffte er es mit seinem Verein bis ins Playoff-Finale der TFF 1. Lig. Im Finale unterlag man in der Verlängerung Kasımpaşa Istanbul 2:3 und verpasste somit den Aufstieg in die Süper Lig erst in der letzten Begegnung. Nach diesem verfehlten Aufstieg beendete er seine Spielerlaufbahn.

### Nationalmannschaft
Bölükbaşı spielte einmal für die zweite Auswahl und einmal für die erste Auswahl der türkischen Fußballnationalmannschaft.

## Trainerkarriere
Nach dem Ende seiner Spielerlaufbahn blieb Bölükbaşı etwa ein halbes Jahr ohne Tätigkeit und übernahm dann die U-14-Mannschaft seines letzten Vereins Adanaspors. In dieser Funktion arbeitete er bis zum nächsten Sommer. Im November 2013 begann er die U-16-Mannschaft vom Zweitligisten Gaziantep Büyükşehir Belediyespor zu trainieren. Nachdem bei diesem Verein Ende Februar 2014 der Cheftrainerposten frei wurde, übernahm er zusammen mit seinem ehemaligen Teamkollegen Mehmet Polat diesen Posten. Zum Saisonende übergab er sein Amt an Nurullah Sağlam.
Im April 2016 übernahm er den Verein, der sich im Sommer 2016 in Büyükşehir Gaziantepspor umbenannte, erst interimsweise und anschließend mit Saisonende endgültig als Cheftrainer. Da er nicht die notwendige Trainerlizenz besitzt, wird er dem Verband offiziell als Co-Trainer angegeben und sein eigentlicher Co-Trainer Vedat Özsoylu als Cheftrainer. Im November 2016 wurde er durch Metin Diyadin abgelöst.